# گوارینتو دی آرپو
گوارینتو دی آرپو (ایتالیایی: Guariento di Arpo; c. 1310 – 1370) نقاش سده چهاردهم اهل ایتالیا بود که بیشتر آثار او در پادووا دیده می‌شوند.